# Gl'innamorati
Flamminia: Sono innamoratissimi, ma sono tutti e due puntigliosi. Mia sorella è sofistica. Fulgenzio è caldo, intollerante, subitaneo. Insomma si potrebbe fare sopra di loro la più bella commedia di tutto il mondo.»
(Carlo Goldoni, Gl'innamorati, atto II, scena 1.)
Gl'innamorati è una commedia in tre atti scritta da Carlo Goldoni nel 1759. La stesura avvenne nella città di Bologna, durante un viaggio che portò Goldoni da Roma a Venezia.
L'opera faceva parte del progetto delle Nove muse, che prevedeva la stesura di nove opere diverse per argomento, registro e metro letterario, e dedicate ognuna a una dea del Parnaso (Erato in questo caso). Nei programmi dell'autore e dell'impresario Vendramin questo ciclo di commedie avrebbe dovuto risanare il bilancio negativo della stagione 1758-1759 del Teatro San Luca. In realtà non tutte le opere furono completate: Gli amori di Alessandro Magno andò in scena nella primavera del 1759; La scuola di ballo e Artemisia in autunno; questa e L'impresario delle Smirne furono allestiti nel successivo Carnevale; Enea nel Lazio e Zoroastro andarono in scena l’anno seguente, mentre gli ultimi due non furono mai scritti o andarono perduti. La fortuna di questi componimenti fu alterna presso i contemporanei, così come rimane ondeggiante oggi. 

## Trama
Milano, XVIII secolo. Eugenia Pandolfi, erede di una famiglia in rovina, frequenta da un anno il giovane e ricco Fulgenzio. I due ragazzi sono innamoratissimi l'uno dell'altra, ma la relazione è tormentata, a causa dell'impulsività di lui e, soprattutto, della gelosia di lei. Per esempio, Eugenia non sopporta che Fulgenzio frequenti la cognata Clorinda, anche se è obbligato (suo fratello è infatti a Genova per lavoro, perciò deve servirla finché l'uomo non torna). I due così si dividono spesso, ma altrettanto spesso ritornano assieme.
Nel frattempo, il conte Roberto d'Otricoli, cliente di un amico di Fabrizio (il padrone di casa con la mania dell'arte), giunge a Milano e fa visita alla famiglia Pandolfi. Fabrizio, che non vuole essere da meno dell'ospite, lo invita a pranzo, a dispetto della disastrosa situazione economica della famiglia. Nel frattempo, Eugenia chiarisce subito la sua situazione con Roberto, innamorato di lei, spiegandogli di essere innamorata di un altro uomo. Ma Fulgenzio, che non sa di questo chiarimento, si ingelosisce, e minaccia di suicidarsi. La fidanzata lo ferma, gli spiega a chiare lettere l'amore che prova per lui, e i due ormai sembrano aver fatto la pace. Ma Fabrizio ha invitato a pranzo anche Clorinda: Eugenia, esasperata e gelosa, la insulta e se ne va.
Il pranzo si svolge in maniera drammatica (così dicono i servitori Lisetta e Tognino, che sbirciano dalla serratura). I due giovani si chiariscono, ma quando Fulgenzio chiede se può accompagnare a casa Clorinda, Eugenia si offende: ricominciano a litigare e giungono alla rottura definitiva. La ragazza, per puntiglio e vendetta, accetta la proposta di matrimonio di Roberto: Fabrizio, che pure aveva voluto bene a Fulgenzio, ora che la nipote è fidanzata con un nobile, le proibisce di amarlo e frequentarlo ancora. La giovane acconsente, salvo poi pentirsene amaramente pochi minuti dopo: Fulgenzio infatti ritorna, con buone nuove per lei. Suo fratello è tornato da Genova: Clorinda passa di nuovo sotto la protezione del marito, e il ragazzo ha ottenuto il permesso di sposare la donna che ama. Inoltre Fulgenzio, per far piacere alla ragazza, le promette che non frequenterà mai più Clorinda. Eugenia, disperata, si trova costretta a dirgli che ormai è fidanzata: di fronte ai rimproveri che riceve dall'ex fidanzato, patendo il colpo, sviene. Quando rinviene, la sorella Flamminia le darà una bellissima notizia: ha spiegato la situazione a Roberto e questi, capendo la situazione, ha rotto il fidanzamento con Eugenia. Fabrizio si lascerà convincere dal fatto che Fulgenzio sposerà sua nipote senza chiederne la dote.
Subito dopo si celebra il tanto sospirato matrimonio.

## Personaggi
Eugenia: è l'autentica protagonista della commedia. Sorella di Flamminia e nipote di Fabrizio, ed erede di una famiglia finita in rovina, è una ragazza di buon cuore e sincera, ma è puntigliosa, sofistica, vendicativa e gelosissima: non sa (e non vuole) scrivere lettere d'amore, si rovina l'esistenza con la sua gelosia e si accorge spesso troppo tardi dei guai in cui si caccia a causa del suo puntiglio. È fidanzata da un anno con Fulgenzio, con cui vive una relazione tormentata e di cui è perdutamente innamorata.
Fulgenzio: è il fidanzato di Eugenia. Borghese di larga fortuna, è un ragazzo impulsivo, tanto più che quando vede la sua fidanzata parlare con un altro minaccia di uccidersi. Ha spesso intenzione di lasciare la fidanzata, per smettere di soffrire, ma l'ama troppo, perciò puntualmente rinuncia all'idea e continua a frequentarla. Mentre suo fratello è via per lavoro, deve badare a sua cognata Clorinda, che la fidanzata, gelosissima, non sopporta.
Flamminia: è la sorella maggiore di Eugenia. Vedova equilibrata e saggia, vorrebbe che Eugenia avesse una sorte migliore di quella capitata a lei, ma sembra che la parente faccia di tutto per disgustare il fidanzato. Pur volendole molto bene, e adorando il futuro cognato, detesta alcuni atteggiamenti della sorella, e alle volte vorrebbe passare alle maniere forti con lei per farle capire le cose.
Fabrizio:è lo zio e tutore di Eugenia e Flamminia. Vanitoso e volubile, è fissato con l'arte, e per farsi la collezione (che per lo più contiene falsi pagati a caro prezzo), ha rovinato la famiglia e compromesso la dote delle nipoti, per cui però vorrebbe una vita felice ed agiata.
Clorinda: è la cognata di Fulgenzio. Compare solo in due brevi scene, ma nell'intreccio è fondamentale: Fulgenzio le deve badare mentre suo marito è lontano, ed Eugenia, che vorrebbe l'innamorato solo per sé, ne è gelosa, arrivando anche al punto di odiarla. È perciò causa di molti litigi tra i due amanti.
Ridolfo: è un avvocato, amico comune di Fabrizio e Fulgenzio. Per le sue capacità diplomatiche e i suoi modi concilianti, di solito viene incaricato di fare il paciere tra i due e, in caso estremo, di dare a Eugenia la notizia che il suo fidanzamento è finito.
Roberto:è un conte romano, cliente di Ridolfo. Ricco e generoso, è innamorato di Eugenia e vorrebbe sposarla. Dopo aver lasciato Fulgenzio, Eugenia acconsente a sposarlo, ma Flamminia gli spiega il vero motivo per cui la sorella ha accettato, e rompe perciò il fidanzamento.
Tognino: è il servo di Fulgenzio. Quando i due hanno litigato, di solito informa Eugenia su quello che fa il suo padrone.
Lisetta: è una dei servi di Fabrizio. Solerte ed arguta, intuisce molto spesso quello che succede tra i due innamorati.
Succianespole: è un anziano servo di Fabrizio, che lavora in cucina. Pratico e taciturno, è un bravo economo, e a volte propone anche qualche buona idea.

## Edizioni
Prima edizione 1762, secondo tomo, Giambattistia Pasquali.
Seconda edizione 1789, sesto tomo, Antonio Zatta.
Carlo Goldoni, Commedie, Garzanti, 1983, pg. 513-580.